# Inderskiye Gory
Inderskiye Gory är kullar i Kazakstan.   De ligger i oblystet Atyraw, i den västra delen av landet, 1 400 km väster om huvudstaden Astana.